# William Cullen Bryant
William Cullen Bryant (Cummington, 3 de novembro 1794 - 12 de junho de 1878) foi um poeta romântico, político e jornalista estadunidense, por longo tempo editor do New York Evening Post, amigo de Abraham Lincoln.

## Biografia
Bryant nasceu numa cabana de troncos em Massachusetts, local hoje assinalado com uma placa. Era o segundo filho de Peter Bryant, médico e depois legislador estadual, e Sarah Snell. Pelo lado materno descendia dos passageiros do Mayflower; o pai descendia de colonos que vieram um dúzia de anos depois.
Ele e sua família mudaram-se para uma nova casa quando tinha dois anos. A "Casa de William Cullen Bryant", lar de sua juventude, é hoje um museu. Após dois anos no Williams College, ele estudou Direito em Worthington e em Bridgewater ainda no estado natal, sendo admitido para exercer a profissão em 1815. Passou a advogar em Plainfield, um lugar próximo, caminhando diariamente os cerca de onze quilômetros que separam aquela localidade de Cummington. Numa dessas caminhadas, em dezembro de 1815, avistou um pássaro solitário que voava no horizonte; esta visão o inspirou a escrever o poema "To a Waterfowl".
O seu interesse pela poesia surgiu ainda jovem. Sob a tutela paterna conheceu Alexander Pope e outros poetas neo-clássicos britânicos. The Embargo, um selvagem ataque ao presidente Thomas Jefferson publicado em 1808, reflete os pontos de vista federalistas do Dr. Bryant. A primeira edição esgotou-se rapidamente por conta da publicidade alcançada pelo jovem poeta - e uma segunda e ampliada edição, incluindo uma tradução feita por Bryant de versos clássicos, foi impressa. Na juventude escrevera pequenos poemas, enquanto preparava-se para ingressar no Williams College como segundanista, mas renovou-se apenas um ano depois de deixar a faculdade a sua paixão pela poesia quando começou a interpretar as leis e, particularmente, a obra de William Wordsworth.

### Poesia
"Thanatopsis", seu mais famoso poema, foi publicado em 1811. Sabe-se que seu pai levou alguns versos que estavam em sua escrivaninha e, junto ao seu próprio trabalho, submeteu-o ao North American Review em 1817. A revista era editada, naquele tempo, por Edward Tyrrel Channing e, após tê-lo recebido, leu o poema ao seu assistente que imediatamente exclamara "Isso nunca foi escrito deste lado do oceano!" Alguém na revista North American reuniu os dois fragmentos discretos do filho, dando-lhe o título derivado do grego Thanatopsis ("meditação sobre a morte"), erroneamente atribuindo-o ao pai, e publicando-o assim. A obra foi bem recebida, a despeito da autoria errada, e logo Bryant estava publicando seus versos com certa regularidade, inclusive "To a Waterfowl", em 1821.
Em 11 de janeiro de 1821, estando o poeta ainda se esforçando por fazer uma carreira como advogado, casou-se com Frances Fairchild. Em seguida, tendo recebido um convite da Phi Beta Kappa Society da Harvard University para mudar-se para lá em agosto, Bryant passou os meses seguintes trabalhando em  "The Ages" (As Eras), um panorama em versos da história da civilização, culminando com a fundação dos Estados Unidos da América. Esta poesia levou a uma coleção, intitulada "Poems", que ele providenciou a publicação na sua viagem a Cambridge. Para este livro aditou algumas linhas no princípio e final de "Thanatopsis". Sua carreira como poeta foi, então, lançada mas, mesmo assim, foi somente com a assistência de  Washington Irving, no Reino Unido, que teve reconhecimento nos EUA.
Sua poesia é descrita como sendo "para se pensar, de caráter meditativo, fazendo atrair mas também repelindo a massa de leitores".

### Carreira editorial

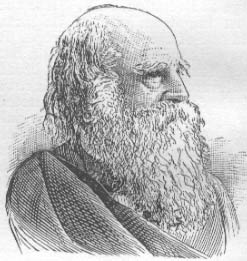
William Cullen Bryant

Escrever poesia não podia sustentar uma família. De 1816 a 1825 exerceu a advocacia em Great Barrington, e complementava suas rendas neste trabalho com o serviço de inspeção de criatórios de porcos. Desgostoso com as chicanas e muitas vezes absurdos julgamentos proferidos nas cortes, gradualmente foi levado a desgostar-se da profissão.
Com a ajuda de uma família instruída, os Sedwicks, conquistou uma posição estável na cidade de Nova Iorque onde, em 1825, foi contratado como editor, primeiro na New-York Review, depois no United States Review and Literary Gazette. Entretanto, as revistas daqueles tempos tinham breve duração. Depois de dois anos procurando estabilizar-se nos periódicos, tornou-se editor-assistente do New-York Evening Post, um jornal fundando por Alexander Hamilton. Em mais dois anos tornou-se editor-chefe e co-proprietário, assim permanecendo por quase meio século (1828-78). O Evening-Post tornou-se-lhe não somente a base de sua fortuna, mas também lhe permitiu exercer considerável influência política na cidade, no estado e no país.

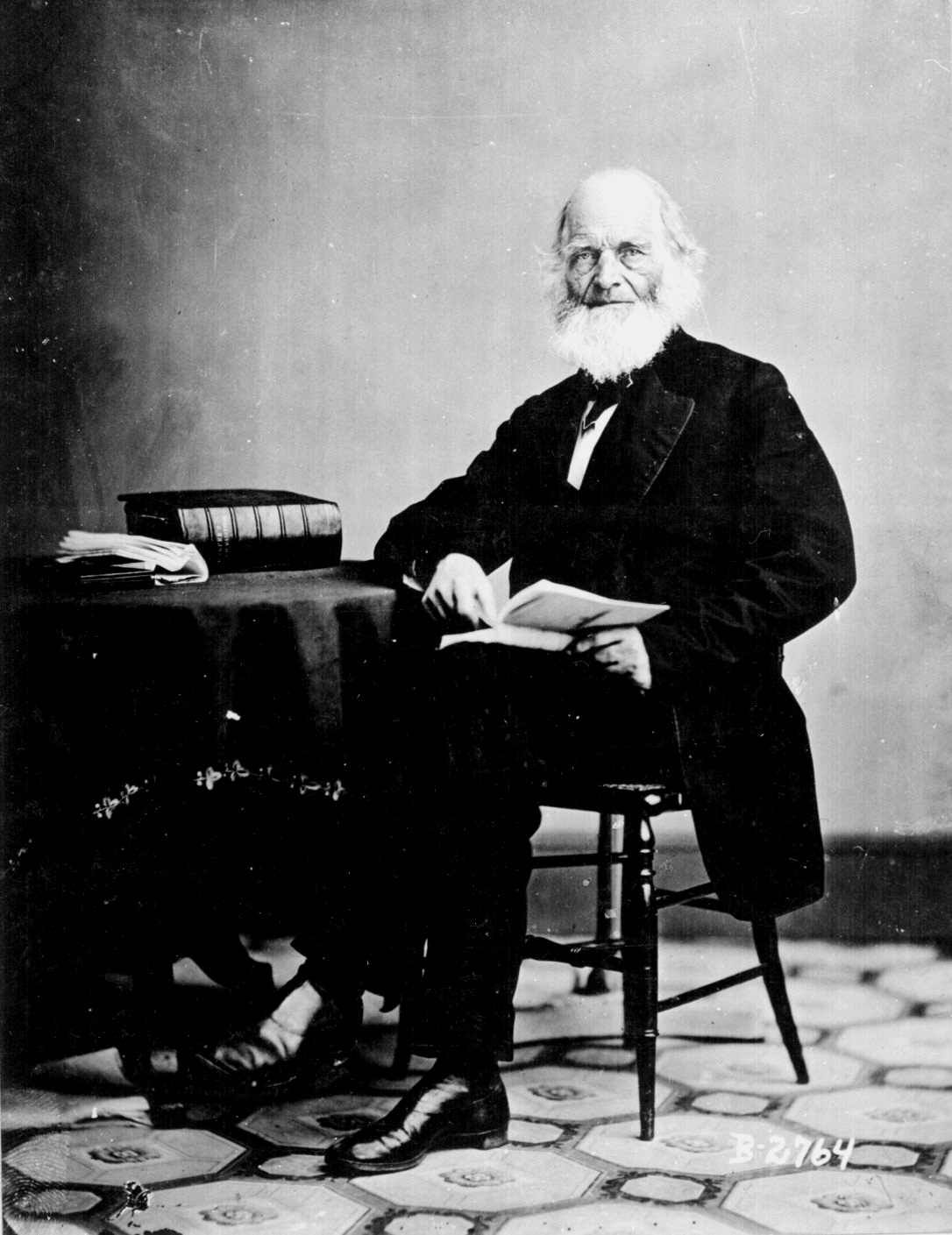
Fotografia de Bryant por Mathew Brady, cerca 1860–65

Ironicamente, o garoto que iniciara sua fama com um ataque ao presidente Thomas Jefferson, veio a se tornar um dos partidários do Partido Democrata-Republicano sob Andrew Jackson, sendo-lhe um dos esteios na região nordeste. Sua visão política, progressista mas não populista, levou-o a unir-se ao Partido Solo Livre e, quando este tornou-se um dos núcleos do novo Partido Republicano em 1856, Bryant entregou-se em veemente campanha por John Frémont. Esta posição aumentou seu poder nos conselhos partidários e em 1860 foi um dos primeiros defensores de Abraham Lincoln na Costa Leste, a quem introduzira na  Cooper Union - num discurso que levou Lincoln a ser nomeado candidato e, então, à presidência.

### Últimos anos
Em sua última década de vida, Bryant trocou a escrita dos próprios poemas pela tradução de Homero. Trabalhou assiduamente na Ilíada e na Odisseia entre 1871 e 1874. Ele também é lembrado como uma das maiores autoridades em homeopatia e como compositor de hinos religiosos da Igreja Unitarista - presença da enorme influência paterna sobre ele.
Morreu em 1878, de complicações decorrentes de uma queda acidental sofrida após participar de uma cerimônia no Central Park, que homenageava o patriota italiano Giuseppe Mazzini.

## Leituras adicionais
- Muller, Gilbert H. William Cullen Bryant: Author of America. New York: State University of New York Press, 2008. ISBN 978-0-7914-7467-9
- Symington, Andrew James. William Cullen Bryant: a biographical sketch : with selections from his poems and other writings. New York: Harper and Brothers, 1880. Google Books.

## Obras consultadas
- William Cullen Bryant: An American Voice by Frank Gado (ISBN 978-1-58465-619-7)
- William Cullen Bryant by Charles H. Brown (ISBN 978-0-684-12370-7)
- A Short Biographical Dictionary of English Literature.